# Henri Strentz
Henri Strentz, né le 28 mars 1873 à Paris 19e et mort le 27 juillet 1943 à Paris 20e, est un poète, romancier, homme de théâtre et historien de la littérature française.

## Biographie
Henri Strentz naît à Paris, d’un père boulanger d’origine alsacienne et d’une mère de la région de Melun.
Quelques éléments de sa vie sont connus par deux ouvrages d’écrivains ayant été ses amis :
- Au temps de Guillaume Apollinaire de Emmanuel Aegerter et Pierre Labracherie
- Portraits et rencontres de la vie littéraire de Maurice-Pierre Boyé,

ainsi que par deux de ses ouvrages Le Théâtre de Hans Pipp et L’Homme aux mirages, au travers de ses personnages Hans Pipp, son alter ego, et son grand-oncle Frumence qui a marqué son enfance.
Enfant, il passe ses vacances chez des parents à Héricy-sur-Seine où il a l’occasion d’approcher Stéphane Mallarmé.
Il rencontre également dans la maison où habitent ses parents au coin de la rue Mandar et de la rue Montorgueil, le jeune poète Saint-Pol-Roux de dix ans son ainé dont il restera l’ami.
Après ses études, influencé notamment par Gérard de Nerval, Victor Hugo, Paul Verlaine, Stéphane Mallarmé et Saint-Pol-Roux, il commence à écrire et publie dans la revue La Plume de Léon Deschamps, où il se lie avec Guillaume Apollinaire, ainsi que dans la revue Pan dirigée par Jean Clary. Il collabore également en 1911-1912 à la revue Les Tablettes d'Albert Fleury.
Ses premiers poèmes seront rassemblés dans Premières Odes en 1895, ouvrage non édité, puis dans Le Regard d’Ambre en 1906 et dans Images simples et ferventes en 1908.
Installé à Belleville, il côtoie de nombreux artistes du groupe dit « ceux de Belleville », animé par Jean Dolent. Parmi eux ses amis Fagus (pseudonyme de Georges Faillet) et Paul-Napoléon Roinard, qu’il ne cessera de défendre et de faire connaître par des écrits et des conférences.
En 1910, il fait partie d'un mouvement poétique post-symboliste, le Dynamisme avec Philéas Lebesgue et Alphonse-Marius Gossez, avec qui il publie en 1911 Essai d’expansion d’une esthétique, textes de leurs trois conférences à Rouen, celle de Strentz portant sur son ami Roinard.
Nervalien reconnu, il fait paraître en 1911 dans la collection Portraits d’hier son essai sur Gérard de Nerval, auquel il avait déjà consacré un poème dans Premières Odes.
Ensuite il dirige avec Marcel Millet et René Morand Les Horizons, revue qu’en 1913 il abandonne avec René Morand, à la suite de divergences, pour fonder Le Gay Scavoir, qui fusionnera plus tard avec L’Ile Sonnante, jusqu’en 1914, date à laquelle ces publications ne paraîtront plus.
En 1913, il publie Les Amants sur la rive, roman très marqué par le symbolisme.
Après la Guerre de 1914-1918, il utilise son personnage Hans Pipp (pseudonyme sous lequel il a déjà publié sa pièce Le Docteur Monstre dans Pan en 1910) et propose avec Le Théâtre de Hans Pipp en 1922 et Le Nouveau Théâtre de Hans Pipp en 1923, des pièces en un acte riches en indications scéniques, pleines de poésie et de fantaisie, avec des situations et des personnages comme son Pierrot, faisant référence au mime Debureau, très inspirés du théâtre de tréteau.
Parmi ces pièces L’Enfant de la Lune et La Ligne droite est morte sont mises en scène en 1922 et 1923 dans le cadre du Laboratoire Art et Action d’Édouard Autant et Louise Lara.
Il publie en 1925 un essai critique sur Paul Verlaine, suivi en 1927 d’un essai sur Arthur Rimbaud.
En 1932, son recueil Complaintes pour les innocents sort en reprenant avec des inédits quelques poèmes déjà parus, comme Complaintes pour les tristes ménages en 1917 au Mercure de France.
En 1932, son essai Gérard de Nerval est réédité dans une version augmentée.
En 1935, il publie Le Roi du violon, un recueil de nouvelles et revient au théâtre de bibliothèque avec Floria de Florence, drame en cinq actes, aux dialogues très denses, assez différent de l’esprit du Théâtre de Hans Pipp.
Son roman L’Homme aux mirages, publié en 1935, conte son enfance et de sa jeunesse à Paris avec son grand-oncle Frumence (en fait un personnage de fiction mais inspiré à la fois de son grand-père et du plus jeune frère de celui-ci). La vie de ce personnage truculent est l’occasion d’évoquer la Révolution de 1848, le Siège de Paris et la Commune de 1870 et de faire ressortir l’esprit républicain dans lequel sa famille l’a élevé.
Ses Premières odes seront enfin éditées en 1938.
Entre 1934 et 1938 un certain nombre de contes et nouvelles sont publiés dans Annales Africaines, revue dans laquelle écrit son ami Robert Randau, et entre 1938 et 1942 dans Visages du Monde, magazine dirigé par Georges Pillement.
Henri Strentz meurt subitement à 70 ans le 27 juillet 1943. Il est enterré au cimetière du Père-Lachaise (95e division) à Paris.
« Henri Strentz mérite une place à part, bien à lui, et qui ne serait jamais trop grande, dans nos Lettres contemporaines. Poète, essayiste, romancier, dramaturge, cet observateur curieux de tout aura tenté tous les genres avec maîtrise, mais peut-être lui reprochera-t-on d’avoir trop dispersé ses dons. » (Maurice-Pierre Boyé – 1974)

## Œuvres

### Poésie
- Premières odes, Paris, 1895-1896, non édité
- Le regard d’ambre, Édition E. Sansot, Paris, 1906, 149 p.
- Images simples et ferventes, Éditions de La Phalange, Paris, 1908, 169 p.
- Complaintes pour les innocents, Éditions Pythagore, Paris, 1932, 145 p.
- Premières odes, Édition Haloua, Paris, 1938, 78 p. (réédition)

### Théâtre
- Théâtre de Hans Pipp, Bibliothèque du Hérisson, Éditions Malfière, Amiens et Paris, 1922, 176 p.
- Nouveau Théâtre de Hans Pipp, Bibliothèque du Hérisson, Éditions Malfière, Amiens et Paris, 1923, 202 p.
- Floria de Florence, drame en 5 actes, Éditions Haloua, Paris, 1935, 78 p.

### Essais et critiques
- Gérard de Nerval, Portraits d’hier, 2e année, no 44, Paris, 1er janvier 1911, 64 p.
- Essai d’expansion d’une esthétique, avec Philéas Lebesgue et Alphonse-Marius Gossez, Édition de la Province, 1911
- Marcel Roche, Éditions Galerie Panardie, Paris, 1922
- Paul Verlaine, son œuvre, Édition La Nouvelle Revue critique, Paris 1925, 93 p.
- Arthur Rimbaud, son œuvre, Édition La Nouvelle Revue critique, Paris 1927, 77 p.
- Gérard de Nerval, son œuvre, réédition revue et augmentée, Édition La Nouvelle Revue critique, Paris, 1933, 93 p.

Romans, contes et nouvelles
- Les Amants sur la rive, Édition G. Grès et Cie, Paris, 1913, 283 p., réédité en 1948
- Le Roi du violon, Édition Figuière, Paris, 1934, 188 p.
- L’Homme aux mirages, L'Édition Littéraire internationale, Paris, 1935, 317 p.

## Sources
- Robert de La Vaissière, Anthologie poétique du XXe siècle, Ed. G. Crès et cie, Paris, 1923, page 167
- Sylvain Bonmariage, L’Automne des feuilles de vigne, L’édition littéraire internationale, Paris, 1935, page 148
- Emmanuel Aegerter et Pierre Labracherie, Au temps de Guillaume Apollinaire, Ed. Julliard, Paris, 1945
- Maurice-Pierre Boyé, Portraits et rencontres de la vie littéraire, Ed. A.G. Nizet, Paris, 1974
- Michel Corvin, Le théâtre de recherche entre les deux guerres: le Laboratoire Art et Action ; Théâtre années vingt: Série Etudes, Éditeur L'Âge d’Homme, Paris, 1974
- François Beauvy, Philéas Lebesgue et ses correspondants en France et dans le monde, Ed. Awen, Tillé, 2004